# Шмитт-Вальтер, Карл
Карл Шмитт-Ва́льтер (нем. Karl Schmitt-Walter) (23.12.1900, Гермерсхайм, земля Рейнланд-Пфальц — 14.1.1985, Кройт, земля Бавария; похоронен в Мюнхене) — немецкий певец (баритон). Каммерзенгер в Пруссии (1938) и Баварии (1956).

## Краткий очерк биографии и творчества
Брал уроки в Нюрнберге у Г. Ландауэра, в Мюнхене в 1923–1924 гг. – у Р. Трунка. Пел в городских театрах Оберхаузена, Саарбрюккена, Дортмунда, Висбадена (1929). С 1935 г. солист Немецкой оперы в Берлине. В 1944 г. как один из наиболее значительных артистов Третьего рейха был внесён в Gottbegnadeten-Liste, благодаря чему не отправился на Восточный фронт. 
В первой половине XX века славился в равной мере как оперный и как опереточный певец. Среди лучших оперных партий: Фигаро («Севильский цирюльник» Дж. Россини), Бекмессер («Нюрнбергские мейстерзингеры» Р. Вагнера), Риголетто и Граф ди Луна («Риголетто» и «Трубадур» Джузеппе Верди), Дон Жуан и Папагено («Дон Жуан» и «Волшебная флейта» В. А. Моцарта), Царь («Царь и плотник» Альберта Лорцинга). Его любимая партия в оперетте — Граф Данило («Весёлая вдова» Франца Легара). Во 2-й половине 1930-х и 1-й половине 1940-х гг. часто выступал на Имперском радио (Reichsrundfunk), исполнял в основном лирические популярные песни и арии из оперетт. В 1941 году сыграл небольшую роль польского графа-предателя в фильме «Der Weg ins Freie» (в главной роли — Сара Леандер).
После денацификации, в 1950–1964 годах Шмитт-Вальтер — солист Баварской государственной оперы  С 1948 года неоднократно выступал на сцене Венской государственной оперы. Участник Байройтского (1956–1961) и Зальцбургского (1949) музыкальных фестивалей. С 1957 г. профессор по классу оперного пения в мюнхенской Высшей школе музыки. Завершил оперную карьеру в 1964 г.
Сохранились многие аудиозаписи, в том числе полные записи опер «Волшебная флейта» В. А. Моцарта (под управлением В. Фуртвенглера), «Нюрнбергские мейстерзингеры» Р. Вагнера (под управлением А. Клюитенса), песни Л. ван Бетховена, Ф. Шуберта, Э. Грига, Х. Вольфа и др. в ансамбле с Ф. Руппом, М. Раухайзеном и Ф. Ляйтнером.
Шмитт-Вальтер удостоен Большого креста за заслуги перед ФРГ (1965), а также ордена «За заслуги» (высшая государственная награда в Баварии; 1959).